# Alfons van Bourbon (1907-1938)

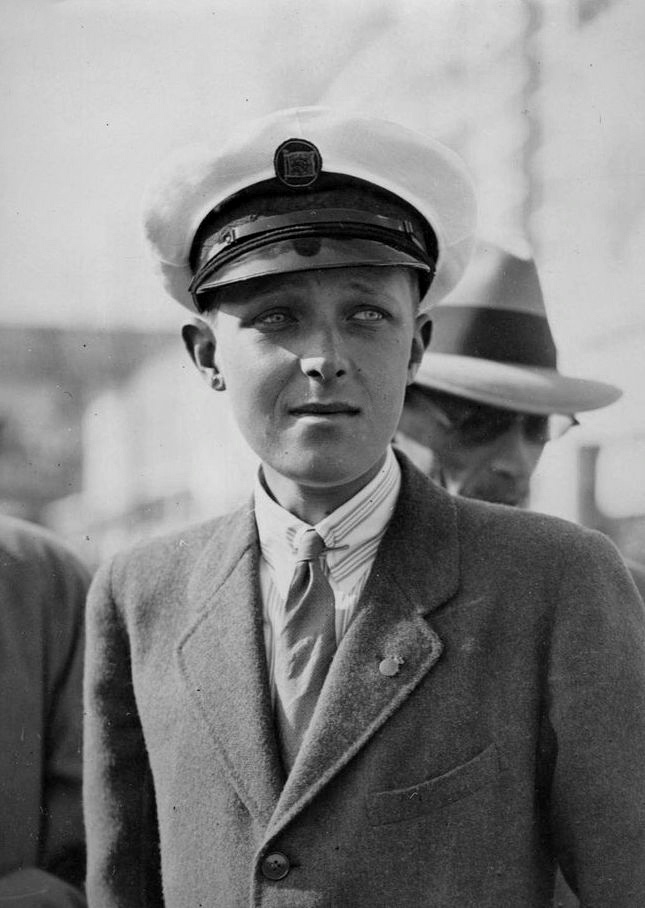
Alfons.

Alfons Pius Christinus Eduard Frans Willem Karel Hendrik Ferdinand Anton Venantius van Bourbon, Prins van Asturië, KG, Orde van de Verkondiging, (Madrid, 10 mei 1907 - Miami, 6 september 1938) was een Spaanse prins uit het huis Bourbon. Hij was een oom van koning Juan Carlos I van Spanje.
Hij was de oudste zoon van koning Alfons XIII van Spanje en Victoria Eugénie van Battenberg, die een kleindochter was van koningin Victoria van het Verenigd Koninkrijk. Via zijn moeder erfde hij, evenals vele andere nazaten van koningin Victoria de bloedziekte hemofilie. Als kind droegen hij en zijn broertje Gonzalo, die eveneens aan de ziekte leed, speciale beschermende kleding.
In 1933 trouwde Alfons morganatisch met de Cubaanse Edelmira Sampedro-Robato en deed afstand van zijn rechten op de troon. Het huwelijk werd voltrokken in Lausanne en geen enkel lid van de Spaanse koninklijke familie was aanwezig. Alfons' toelage werd stopgezet en zijn vader liet beslag leggen op zijn niet onaanzienlijke wagenpark. Het echtpaar droeg de titel van graaf en gravin van Covadonga. Na vier jaar strandde het huwelijk, vooral als gevolg van de grote - en naar later bleek niet onterechte - jaloezie van de gravin. Alfons hertrouwde met de eveneens uit Cuba afkomstige Marta Ester Rocafort-Altazarra. Dat huwelijk hield maar een paar maanden stand. Alfons verzoende zich daarop met zijn eerste vrouw. Juist voordat hij opnieuw met haar in het huwelijk zou treden kwam hij evenwel om bij een auto-ongeluk in Miami. Hij werd in Florida begraven. In 1985 werd zijn lichaam herbegraven in de koninklijke crypte van het Escorial.

## Kwartierstaat
| Frans van Assisi van Bourbon (1822-1902) | Frans van Assisi van Bourbon (1822-1902) | Frans van Assisi van Bourbon (1822-1902) | Frans van Assisi van Bourbon (1822-1902) | Frans van Assisi van Bourbon (1822-1902) | Frans van Assisi van Bourbon (1822-1902) | Isabella II van Spanje (1830-1904) | Isabella II van Spanje (1830-1904) | Isabella II van Spanje (1830-1904) | Isabella II van Spanje (1830-1904) | Isabella II van Spanje (1830-1904) | Isabella II van Spanje (1830-1904) |                                    |                                    | Karel Ferdinand van Oostenrijk (1818-1874) | Karel Ferdinand van Oostenrijk (1818-1874) | Karel Ferdinand van Oostenrijk (1818-1874) | Karel Ferdinand van Oostenrijk (1818-1874) | Karel Ferdinand van Oostenrijk (1818-1874) | Karel Ferdinand van Oostenrijk (1818-1874) | Elisabeth Francisca Maria van Oostenrijk (1831-1903) | Elisabeth Francisca Maria van Oostenrijk (1831-1903) | Elisabeth Francisca Maria van Oostenrijk (1831-1903) | Elisabeth Francisca Maria van Oostenrijk (1831-1903) | Elisabeth Francisca Maria van Oostenrijk (1831-1903) | Elisabeth Francisca Maria van Oostenrijk (1831-1903) |                                  |                                  | Alexander van Hessen-Darmstadt (1823-1888) | Alexander van Hessen-Darmstadt (1823-1888) | Alexander van Hessen-Darmstadt (1823-1888) | Alexander van Hessen-Darmstadt (1823-1888) | Alexander van Hessen-Darmstadt (1823-1888) | Alexander van Hessen-Darmstadt (1823-1888) | Julia Hauke (1825-1895)                    | Julia Hauke (1825-1895)                    | Julia Hauke (1825-1895)                    | Julia Hauke (1825-1895)                    | Julia Hauke (1825-1895)                     | Julia Hauke (1825-1895)                     |                                             |                                             | Albert van Saksen-Coburg en Gotha (1819-1861) | Albert van Saksen-Coburg en Gotha (1819-1861) | Albert van Saksen-Coburg en Gotha (1819-1861)   | Albert van Saksen-Coburg en Gotha (1819-1861)   | Albert van Saksen-Coburg en Gotha (1819-1861)   | Albert van Saksen-Coburg en Gotha (1819-1861)   | Victoria van het Verenigd Koninkrijk (1819-1901) | Victoria van het Verenigd Koninkrijk (1819-1901) | Victoria van het Verenigd Koninkrijk (1819-1901) | Victoria van het Verenigd Koninkrijk (1819-1901) | Victoria van het Verenigd Koninkrijk (1819-1901) | Victoria van het Verenigd Koninkrijk (1819-1901) |  |  |  |  |  |  |  |  |  |  |  |  |  |  |  |  |  |  |  |  |  |  |  |  |  |  |  |  |  |  |  |  |  |  |  |  |  |  |  |  |  |  |  |  |  |  |  |  |
| Frans van Assisi van Bourbon (1822-1902) | Frans van Assisi van Bourbon (1822-1902) | Frans van Assisi van Bourbon (1822-1902) | Frans van Assisi van Bourbon (1822-1902) | Frans van Assisi van Bourbon (1822-1902) | Frans van Assisi van Bourbon (1822-1902) | Isabella II van Spanje (1830-1904) | Isabella II van Spanje (1830-1904) | Isabella II van Spanje (1830-1904) | Isabella II van Spanje (1830-1904) | Isabella II van Spanje (1830-1904) | Isabella II van Spanje (1830-1904) |                                    |                                    | Karel Ferdinand van Oostenrijk (1818-1874) | Karel Ferdinand van Oostenrijk (1818-1874) | Karel Ferdinand van Oostenrijk (1818-1874) | Karel Ferdinand van Oostenrijk (1818-1874) | Karel Ferdinand van Oostenrijk (1818-1874) | Karel Ferdinand van Oostenrijk (1818-1874) | Elisabeth Francisca Maria van Oostenrijk (1831-1903) | Elisabeth Francisca Maria van Oostenrijk (1831-1903) | Elisabeth Francisca Maria van Oostenrijk (1831-1903) | Elisabeth Francisca Maria van Oostenrijk (1831-1903) | Elisabeth Francisca Maria van Oostenrijk (1831-1903) | Elisabeth Francisca Maria van Oostenrijk (1831-1903) |                                  |                                  | Alexander van Hessen-Darmstadt (1823-1888) | Alexander van Hessen-Darmstadt (1823-1888) | Alexander van Hessen-Darmstadt (1823-1888) | Alexander van Hessen-Darmstadt (1823-1888) | Alexander van Hessen-Darmstadt (1823-1888) | Alexander van Hessen-Darmstadt (1823-1888) | Julia Hauke (1825-1895)                    | Julia Hauke (1825-1895)                    | Julia Hauke (1825-1895)                    | Julia Hauke (1825-1895)                    | Julia Hauke (1825-1895)                     | Julia Hauke (1825-1895)                     |                                             |                                             | Albert van Saksen-Coburg en Gotha (1819-1861) | Albert van Saksen-Coburg en Gotha (1819-1861) | Albert van Saksen-Coburg en Gotha (1819-1861)   | Albert van Saksen-Coburg en Gotha (1819-1861)   | Albert van Saksen-Coburg en Gotha (1819-1861)   | Albert van Saksen-Coburg en Gotha (1819-1861)   | Victoria van het Verenigd Koninkrijk (1819-1901) | Victoria van het Verenigd Koninkrijk (1819-1901) | Victoria van het Verenigd Koninkrijk (1819-1901) | Victoria van het Verenigd Koninkrijk (1819-1901) | Victoria van het Verenigd Koninkrijk (1819-1901) | Victoria van het Verenigd Koninkrijk (1819-1901) |  |  |  |  |  |  |  |  |  |  |  |  |  |  |  |  |  |  |  |  |  |  |  |  |  |  |  |  |  |  |  |  |  |  |  |  |  |  |  |  |  |  |  |  |  |  |  |  |
|                                          |                                          |                                          |                                          |                                          |                                          |                                    |                                    |                                    |                                    |                                    |                                    |                                    |                                    |                                            |                                            |                                            |                                            |                                            |                                            |                                                      |                                                      |                                                      |                                                      |                                                      |                                                      |                                  |                                  |                                            |                                            |                                            |                                            |                                            |                                            |                                            |                                            |                                            |                                            |                                             |                                             |                                             |                                             |                                               |                                               |                                                 |                                                 |                                                 |                                                 |                                                  |                                                  |                                                  |                                                  |                                                  |                                                  |  |  |  |  |  |  |  |  |  |  |  |  |  |  |  |  |  |  |  |  |  |  |  |  |  |  |  |  |  |  |  |  |  |  |  |  |  |  |  |  |  |  |  |  |  |  |  |  |
|                                          |                                          |                                          |                                          | Alfons XII van Spanje (1857-1885)        | Alfons XII van Spanje (1857-1885)        | Alfons XII van Spanje (1857-1885)  | Alfons XII van Spanje (1857-1885)  | Alfons XII van Spanje (1857-1885)  | Alfons XII van Spanje (1857-1885)  |                                    |                                    |                                    |                                    |                                            |                                            | Maria Christina van Oostenrijk (1858-1929) | Maria Christina van Oostenrijk (1858-1929) | Maria Christina van Oostenrijk (1858-1929) | Maria Christina van Oostenrijk (1858-1929) | Maria Christina van Oostenrijk (1858-1929)           | Maria Christina van Oostenrijk (1858-1929)           |                                                      |                                                      |                                                      |                                                      |                                  |                                  |                                            |                                            |                                            |                                            | Hendrik Maurits van Battenberg (1858-1896) | Hendrik Maurits van Battenberg (1858-1896) | Hendrik Maurits van Battenberg (1858-1896) | Hendrik Maurits van Battenberg (1858-1896) | Hendrik Maurits van Battenberg (1858-1896) | Hendrik Maurits van Battenberg (1858-1896) |                                             |                                             |                                             |                                             |                                               |                                               | Beatrice van Saksen-Coburg en Gotha (1857-1944) | Beatrice van Saksen-Coburg en Gotha (1857-1944) | Beatrice van Saksen-Coburg en Gotha (1857-1944) | Beatrice van Saksen-Coburg en Gotha (1857-1944) | Beatrice van Saksen-Coburg en Gotha (1857-1944)  | Beatrice van Saksen-Coburg en Gotha (1857-1944)  |                                                  |                                                  |                                                  |                                                  |  |  |  |  |  |  |  |  |  |  |  |  |  |  |  |  |  |  |  |  |  |  |  |  |  |  |  |  |  |  |  |  |  |  |  |  |  |  |  |  |  |  |  |  |  |  |  |  |
|                                          |                                          |                                          |                                          | Alfons XII van Spanje (1857-1885)        | Alfons XII van Spanje (1857-1885)        | Alfons XII van Spanje (1857-1885)  | Alfons XII van Spanje (1857-1885)  | Alfons XII van Spanje (1857-1885)  | Alfons XII van Spanje (1857-1885)  |                                    |                                    |                                    |                                    |                                            |                                            | Maria Christina van Oostenrijk (1858-1929) | Maria Christina van Oostenrijk (1858-1929) | Maria Christina van Oostenrijk (1858-1929) | Maria Christina van Oostenrijk (1858-1929) | Maria Christina van Oostenrijk (1858-1929)           | Maria Christina van Oostenrijk (1858-1929)           |                                                      |                                                      |                                                      |                                                      |                                  |                                  |                                            |                                            |                                            |                                            | Hendrik Maurits van Battenberg (1858-1896) | Hendrik Maurits van Battenberg (1858-1896) | Hendrik Maurits van Battenberg (1858-1896) | Hendrik Maurits van Battenberg (1858-1896) | Hendrik Maurits van Battenberg (1858-1896) | Hendrik Maurits van Battenberg (1858-1896) |                                             |                                             |                                             |                                             |                                               |                                               | Beatrice van Saksen-Coburg en Gotha (1857-1944) | Beatrice van Saksen-Coburg en Gotha (1857-1944) | Beatrice van Saksen-Coburg en Gotha (1857-1944) | Beatrice van Saksen-Coburg en Gotha (1857-1944) | Beatrice van Saksen-Coburg en Gotha (1857-1944)  | Beatrice van Saksen-Coburg en Gotha (1857-1944)  |                                                  |                                                  |                                                  |                                                  |  |  |  |  |  |  |  |  |  |  |  |  |  |  |  |  |  |  |  |  |  |  |  |  |  |  |  |  |  |  |  |  |  |  |  |  |  |  |  |  |  |  |  |  |  |  |  |  |
|                                          |                                          |                                          |                                          |                                          |                                          |                                    |                                    |                                    |                                    | Alfons XIII van Spanje (1886-1931) | Alfons XIII van Spanje (1886-1931) | Alfons XIII van Spanje (1886-1931) | Alfons XIII van Spanje (1886-1931) | Alfons XIII van Spanje (1886-1931)         | Alfons XIII van Spanje (1886-1931)         |                                            |                                            |                                            |                                            |                                                      |                                                      |                                                      |                                                      |                                                      |                                                      |                                  |                                  |                                            |                                            |                                            |                                            |                                            |                                            |                                            |                                            |                                            |                                            | Victoria Eugénie van Battenberg (1887-1969) | Victoria Eugénie van Battenberg (1887-1969) | Victoria Eugénie van Battenberg (1887-1969) | Victoria Eugénie van Battenberg (1887-1969) | Victoria Eugénie van Battenberg (1887-1969)   | Victoria Eugénie van Battenberg (1887-1969)   |                                                 |                                                 |                                                 |                                                 |                                                  |                                                  |                                                  |                                                  |                                                  |                                                  |  |  |  |  |  |  |  |  |  |  |  |  |  |  |  |  |  |  |  |  |  |  |  |  |  |  |  |  |  |  |  |  |  |  |  |  |  |  |  |  |  |  |  |  |  |  |  |  |
|                                          |                                          |                                          |                                          |                                          |                                          |                                    |                                    |                                    |                                    | Alfons XIII van Spanje (1886-1931) | Alfons XIII van Spanje (1886-1931) | Alfons XIII van Spanje (1886-1931) | Alfons XIII van Spanje (1886-1931) | Alfons XIII van Spanje (1886-1931)         | Alfons XIII van Spanje (1886-1931)         |                                            |                                            |                                            |                                            |                                                      |                                                      |                                                      |                                                      |                                                      |                                                      |                                  |                                  |                                            |                                            |                                            |                                            |                                            |                                            |                                            |                                            |                                            |                                            | Victoria Eugénie van Battenberg (1887-1969) | Victoria Eugénie van Battenberg (1887-1969) | Victoria Eugénie van Battenberg (1887-1969) | Victoria Eugénie van Battenberg (1887-1969) | Victoria Eugénie van Battenberg (1887-1969)   | Victoria Eugénie van Battenberg (1887-1969)   |                                                 |                                                 |                                                 |                                                 |                                                  |                                                  |                                                  |                                                  |                                                  |                                                  |  |  |  |  |  |  |  |  |  |  |  |  |  |  |  |  |  |  |  |  |  |  |  |  |  |  |  |  |  |  |  |  |  |  |  |  |  |  |  |  |  |  |  |  |  |  |  |  |
|                                          |                                          |                                          |                                          |                                          |                                          |                                    |                                    |                                    |                                    |                                    |                                    |                                    |                                    |                                            |                                            |                                            |                                            |                                            |                                            |                                                      |                                                      |                                                      |                                                      |                                                      |                                                      |                                  |                                  |                                            |                                            |                                            |                                            |                                            |                                            |                                            |                                            |                                            |                                            |                                             |                                             |                                             |                                             |                                               |                                               |                                                 |                                                 |                                                 |                                                 |                                                  |                                                  |                                                  |                                                  |                                                  |                                                  |  |  |  |  |  |  |  |  |  |  |  |  |  |  |  |  |  |  |  |  |  |  |  |  |  |  |  |  |  |  |  |  |  |  |  |  |  |  |  |  |  |  |  |  |  |  |  |  |
|                                          |                                          |                                          |                                          |                                          |                                          |                                    |                                    |                                    |                                    |                                    |                                    |                                    |                                    |                                            |                                            |                                            |                                            |                                            |                                            |                                                      |                                                      |                                                      |                                                      |                                                      |                                                      |                                  |                                  |                                            |                                            |                                            |                                            |                                            |                                            |                                            |                                            |                                            |                                            |                                             |                                             |                                             |                                             |                                               |                                               |                                                 |                                                 |                                                 |                                                 |                                                  |                                                  |                                                  |                                                  |                                                  |                                                  |  |  |  |  |  |  |  |  |  |  |  |  |  |  |  |  |  |  |  |  |  |  |  |  |  |  |  |  |  |  |  |  |  |  |  |  |  |  |  |  |  |  |  |  |  |  |  |  |
| Alfons van Bourbon (1907-1938)           | Alfons van Bourbon (1907-1938)           | Alfons van Bourbon (1907-1938)           | Alfons van Bourbon (1907-1938)           | Alfons van Bourbon (1907-1938)           | Alfons van Bourbon (1907-1938)           |                                    |                                    | Jaime van Bourbon (1908-1975)      | Jaime van Bourbon (1908-1975)      | Jaime van Bourbon (1908-1975)      | Jaime van Bourbon (1908-1975)      | Jaime van Bourbon (1908-1975)      | Jaime van Bourbon (1908-1975)      |                                            |                                            | Beatrix van Bourbon (1909-2002)            | Beatrix van Bourbon (1909-2002)            | Beatrix van Bourbon (1909-2002)            | Beatrix van Bourbon (1909-2002)            | Beatrix van Bourbon (1909-2002)                      | Beatrix van Bourbon (1909-2002)                      |                                                      |                                                      | Fernando van Bourbon (1910-1910)                     | Fernando van Bourbon (1910-1910)                     | Fernando van Bourbon (1910-1910) | Fernando van Bourbon (1910-1910) | Fernando van Bourbon (1910-1910)           | Fernando van Bourbon (1910-1910)           |                                            |                                            | Maria Christina van Bourbon (1911-1996)    | Maria Christina van Bourbon (1911-1996)    | Maria Christina van Bourbon (1911-1996)    | Maria Christina van Bourbon (1911-1996)    | Maria Christina van Bourbon (1911-1996)    | Maria Christina van Bourbon (1911-1996)    |                                             |                                             | Juan van Bourbon (1913-1993)                | Juan van Bourbon (1913-1993)                | Juan van Bourbon (1913-1993)                  | Juan van Bourbon (1913-1993)                  | Juan van Bourbon (1913-1993)                    | Juan van Bourbon (1913-1993)                    |                                                 |                                                 | Gonzalo van Bourbon (1914-1934)                  | Gonzalo van Bourbon (1914-1934)                  | Gonzalo van Bourbon (1914-1934)                  | Gonzalo van Bourbon (1914-1934)                  | Gonzalo van Bourbon (1914-1934)                  | Gonzalo van Bourbon (1914-1934)                  |  |  |  |  |  |  |  |  |  |  |  |  |  |  |  |  |  |  |  |  |  |  |  |  |  |  |  |  |  |  |  |  |  |  |  |  |  |  |  |  |  |  |  |  |  |  |  |  |